# Yuchengia
Yuchengia is een monotypisch geslacht van schimmels behorend tot de familie Polyporaceae. De typesoort is Yuchengia narymica hetgeen ook het enige geslacht is.

## Kemmerken
Yuchengia narymica heeft een crème tot geelachtig bleekgeel poriënoppervlak met hoekige poriën. Het heeft een dimitisch hyfensysteem (bevat zowel generatieve als skelethyfen). De generatieve hyfen hebben gespen. Net als Perenniporia, dat tot dezelfde familie behoort, heeft Yuchengia dikwandige en cyanofiele sporen. Yuchengia onderscheidt zich van Perenniporia door zijn acyanofiele en amyloïde skelethyfen die oplossen in KOH en niet-dextrinoïde sporen.